# واي كومبناتور
مسرعة الاعمال واي كومبناتور Y-Combinator (YC) هو مسرّعة تكنولوجيا أمريكية تم إطلاقه في مارس 2005. تم استخدامه لإطلاق أكثر من 4000 شركة،  بما في ذلك إير بي إن بي وكوينباس وكروز (توضيح) ودورداش ودروبوكس و Instacart و كورا و PagerDuty و ريديت وسترايب وBankjoy وتويتش. كان التقييم المشترك لأكبر شركات YC أكثر من 600 دولار مليار بحلول يناير 2023. بدأ برنامج تسريع الشركة في بوسطن وماونتن فيو، وتوسع إلى سان فرانسيسكو في عام 2019، وكان متصلًا بالإنترنت بالكامل خلال وباء فيروس كورونا . وصفت مجلة فوربس الشركة في عام 2012 بأنها واحدة من أنجح مسرعات بدء التشغيل في وادي السيليكون.

## تاريخها

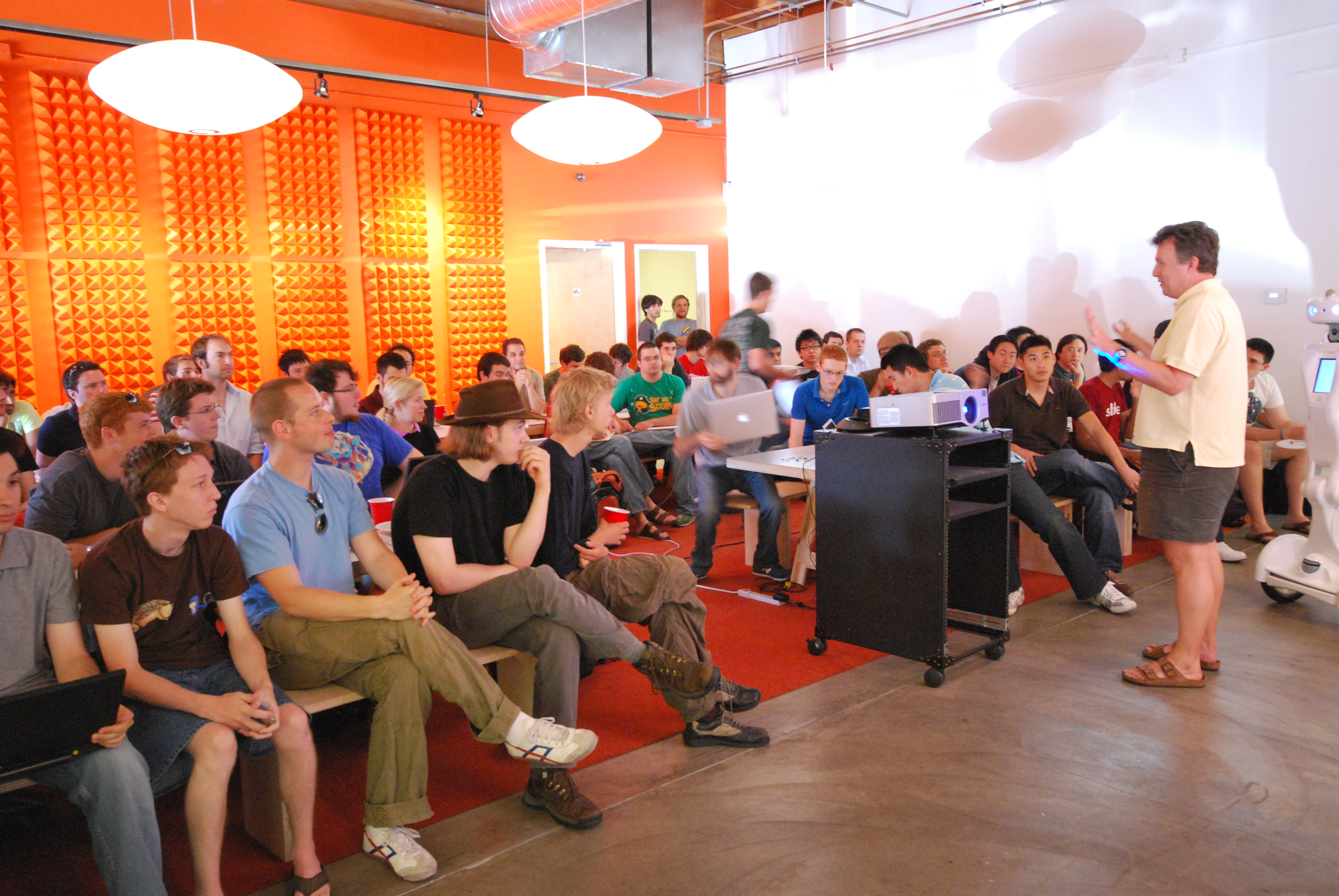
بول جراهام يتحدث عن يوم النموذج الأولي في واي كومبناتور صيف 2009

تأسست شركة واي كومبناتور في عام 2005 على يد بول جراهام وجيسيكا ليفينجستون وروبرت تابان موريس وتريفور بلاكويل.
من 2005 إلى 2008، كان أحد البرامج في كامبريدج، ماساتشوستس، والآخر في ماونتن فيو، كاليفورنيا. مع نموها إلى 40 استثمارًا سنويًا، أصبح تشغيل برنامجين أكثر من اللازم. في يناير 2009، أعلنت واي كومبناتور أنه سيتم إغلاق برنامج كامبريدج وأن جميع البرامج المستقبلية ستكون في وادي السيليكون.
عام 2009، قادت شركة سيكويا كابيتال 2 مليون دولارجولة استثمار في واي كومبناتور لتمكينها من الاستثمار في ما يقرب من 60 شركة سنويًا. في عام 2010، قادت سيكويا 8.25 مليون دولار جولة تمويل لـواي كومبناتور لزيادة عدد الشركات الناشئة التي يمكن أن تمولها الشركة.
في عام 2011، عرض يوري ميلنر و SV Angel على كل شركة واي كومبناتور استثمارًا بقيمة 150 ألف دولار في السندات القابلة للتحويل. تم تغيير المبلغ الذي تم وضعه في كل شركة إلى 80000 دولار عند تجديد Start Fund.
في سبتمبر 2013، بدأت واي كومبناتور في تمويل المنظمات غير الربحية التي تم قبولها في البرنامج بعد اختبار المفهوم مع Watsi.
عام 2014، حل سام التمان محل جراهام كرئيس لشركة واي كومبناتور. في عام 2014، بدأت واي كومبناتور صفقة جديدة للشركات الناشئة، حيث عرضت 150 ألف دولار مقابل 7% من الأسهم.
في عام 2014، أعلن ألتمان عن شراكة مع ترانسكربتيك لتقديم دعم متزايد لمجتمع واي كومبناتور المتنامي لشركات التكنولوجيا الحيوية. عام 2015 أعلن عن شراكة مع بولت وزيادة الدعم لشركات الأجهزة.
تم الإعلان عن برنامج زمالة واي كومبناتور في يوليو 2015، بهدف تمويل الشركات في مرحلة الفكرة أو النموذج الأولي. تضمنت الدفعة الأولى من زمالة YC 32 شركة تلقت منحة بدون حقوق ملكية بدلاً من الاستثمار.
في يناير 2016، غيرت واي كومبناتور برنامج الزمالة، حيث تلقت الشركات المشاركة استثمارًا بقيمة 20 ألف دولار مقابل 1.5 في المائة من الأسهم. يتم تنظيم حصة الأسهم كضمان قابل للتحويل يتحول إلى أسهم فقط إذا كان لدى الشركة عرض عام أولي (IPO)، أو حدث تمويل أو استحواذ يقدر قيمة الشركة بمبلغ 100 مليون دولار أو أكثر. توقفت الزمالة في عام 2017.
عام 2016، أعلنت شركة واي كومبناتور أن شركائها سيزورون 11 دولة للقاء المؤسسين ومعرفة المزيد حول كيفية مساعدتهم لمجتمعات الشركات الناشئة الدولية. هذه الدول الـ 11 هي نيجيريا والدنمارك والبرتغال والسويد وألمانيا وروسيا والأرجنتين وتشيلي والمكسيك وإسرائيل والهند.
أصبح المدير المالي السابق لشركة تويتر والرئيس التنفيذي للعمليات علي روغاني، الذي كان مسؤولاً عن صندوق استمرارية المسرعة عندما بدأ، الرئيس التنفيذي لشركة YC Continuity. أصبح مايكل سيبل، الذي شارك في تأسيس جاستن.تي في، الرئيس التنفيذي لـ YC Core، وهو البرنامج الذي يديره بول باشيت منذ عام 2016.
في عام 2017، بدأت واي كومبناتور، وهي عبارة عن دورة تدريبية عبر الإنترنت أصدرت مقاطع فيديو عامة ودربت الشركات الناشئة الفردية. تخرج من البرنامج أكثر من 1500 شركة ناشئة في عامه الأول.
في عام 2018، أعلنت واي كومبناتور عن مجموعة جديدة من المدارس الناشئة. بعد حدوث خلل في البرنامج، تم قبول جميع الشركات الناشئة البالغ عددها 15000 التي تقدمت بطلب للبرنامج، فقط لتعلم بعد بضع ساعات أنه تم رفضها. لكن الاحتجاج الذي أعقب ذلك دفع واي كومبناتور إلى تغيير مساره مرة أخرى وقرر من خلال مدونة رسمية قبول جميع هذه الشركات البالغ عددها 15000 شركة. الآن، يتم قبول كل شركة للانضمام إلى مدرسة YC Startup School دون أي قيود.
في عام 2019، حل جيف رالستون محل ألتمان كرئيس لشركة واي كومبناتور.
في كانون الثاني (يناير) 2022، أعلنت شركة YC عن صفقة قياسية جديدة بقيمة 500000 دولار (125000 دولار بنسبة 7 ٪ و 375000 دولار إضافية على خزنة غير مقيدة مع MFN).
تم إجراء دفعة صيف 2020 عن بعد عبر الهاتف المرئي بسبب جائحة فيروس كورونا. في صيف عام 2022، خفضت واي كومبناتور عن عمد عدد الشركات الناشئة ضمن مسرعها بنسبة 40٪ من 414 شركة إلى 250 شركة. في يناير 2023، عاد غاري تان إلى YC كرئيس ومدير تنفيذي.

## البرامج
تقوم شركة واي كومبناتور بإجراء مقابلات واختيار مجموعتين من الشركات كل عام. تتلقى الشركات ما مجموعه 500000 دولار من الأموال الأولية بالإضافة إلى المشورة والتواصل. يتكون التمويل البالغ 500000 دولار من 125000 دولار على SAFE بعد الدفع مقابل 7 ٪ من حقوق الملكية و 375000 دولار على SAFE غير محدد مع توفير الدولة الأكثر تفضيلاً (MFN). تتلقى المنظمات غير الربحية تبرعًا بقيمة 100000 دولار. يتضمن البرنامج "ساعات عمل"، حيث يلتقي مؤسسو الشركات الناشئة بشكل فردي ويشاركون في اجتماعات جماعية. يشارك المؤسسون أيضًا في لقاءات أسبوعية حيث يتحدث الضيوف من نظام وادي السيليكون البيئي (رواد أعمال ناجحون، وأصحاب رؤوس أموال مجازفة، وما إلى ذلك) إلى المؤسسين.
شعار واي كومبناتور هو "اجعل شيئًا يريده الناس". يعلم البرنامج المؤسسين كيفية تسويق منتجاتهم، وتحسين فرقهم ونماذج أعمالهم، وتحقيق ملاءمة المنتج / السوق، وتوسيع نطاق الشركة الناشئة إلى شركة ذات نمو كبير، وما إلى ذلك. ينتهي البرنامج بيوم العرض، حيث تقدم الشركات الناشئة نماذجها الأولية لأعمالها والتكنولوجيا للمستثمرين المحتملين.
تدير واي كومبناتور برامج إضافية وصندوقًا مصممًا لدعم الشركات الناشئة التي تخرجت بالفعل من برنامج التسريع الرئيسي والاستثمار فيها. يتم تشغيل برنامج Series A و YC Post-A Program و YC Growth Program و YC Growth Program و YC Continuity من قبل نفس الفريق والتركيز على مساعدة الشركات الناشئة سريعة النمو من YC والشركات الناشئة التي ترفع تمويلها من السلسلة B بقيمة 20 دولارًا. مليون دولار إلى 100 دولار مليون.

### برامج اضافية
أدخلت واي كومبناتور برامج إضافية منذ عام 2015، بما في ذلك:
- في يوليو 2015، قدمت واي كومبناتور برنامج الزمالة الذي يستهدف الشركات في مرحلة مبكرة من البرنامج الرئيسي.[39]
- في أكتوبر 2015، قدمت واي كومبناتور صندوق الاستمرارية. يسمح الصندوق لشركة واي كومبناتور بإجراء استثمارات تناسبية في شركات الخريجين الخاصة بهم بتقييمات تقل عن 300 مليون دولار. ستنظر شركة واي كومبناتور أيضًا في قيادة جولات تمويل النمو لمرحلة لاحقة أو المشاركة فيها لشركات YC.[40]
- تم الإعلان عن مختبر الأبحاث YC Research غير الربحي في أكتوبر 2015. يتم دفع أجور الباحثين كموظفين بدوام كامل ويمكنهم الحصول على أسهم في واي كومبناتور.[41][42][43] كان أوبن أيه آي أول مشروع تقوم به YC Research، وفي يناير 2016 تم الإعلان أيضًا عن دراسة ثانية حول الدخل الأساسي.[44] مشروع آخر هو البحث عن المدن الجديدة.[45] عالم فيزياء الكم الأسترالي مايكل نيلسن هو زميل باحث في YC Research منذ عام 2017.[46]
- في أكتوبر 2015، قدمت YC Research لتمويل الأبحاث الأساسية طويلة الأجل. تبرع رئيس املسرعة سام ألتمان بمبلغ 10 ملايين دولار.[41]
- خلال الفترة من 2017 إلى 2019، أطلقت شركة YC Startup School، وبرنامج السلسلة A، وبرنامج YC Growth، و Work at a Startup، و YC China.[47]
- في مارس 2019، أفيد أن واي كومبناتور كانت تنقل المقر الرئيسي إلى سان فرانسيسكو.[48]

اعتبارًا من أواخر عام 2021، استثمرت واي كومبناتور في أكثر من 3000 شركة،  معظمها هادفة للربح. يمكن للمنظمات غير الربحية أيضًا المشاركة في برنامج YC الرئيسي. تم قبول عدد قليل من المؤسسات غير الربحية في السنوات الماضية، من بينها Watsi و Women Who Code و New Story و SIRUM و Zidisha و 80،000 Hours و Our World in Data.

## الادارة

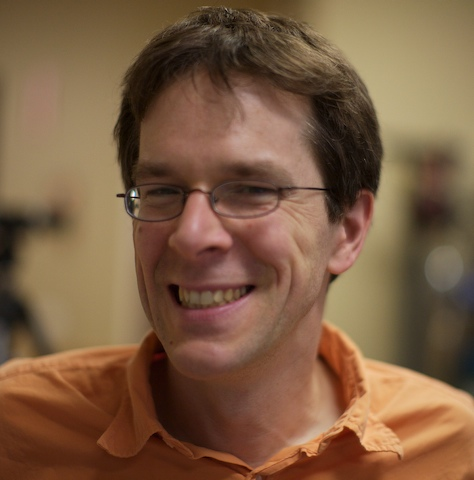
روبرت تابان موريس.

تأسست شركة واي كومبناتور في مارس 2005 على يد بول جراهام وجيسيكا ليفينجستون وروبرت موريس وتريفور بلاكويل. في عام 2010، انضمت كيرستي ناثو كمحاسب وشغل منصب المدير المالي في عام 2012.
في أوائل عام 2010، انضم حرج تاج كمستشار. في سبتمبر 2010، انضم أليكسيس أوهانيان. في نوفمبر 2010، تم اختيار بول بوشيت وهارج تقار كشريكين. في عام 2015، تركتها تاجار، عاد تاجار إلىها عام 2020 كشريك جماعي.
في يناير 2011، انضم غاري تان إلى واي كومبناتور، في البداية كمصمم مقيم ولاحقًا كشريك. وغادرها في نوفمبر 2015. في وقت لاحق من عام 2011، انضم آرون إيبا كشريك.
في فبراير 2014، أصبح سام ألتمان رئيسًا لواي كومبناتور.
انضم مايكل سيبل إلى واي كومبناتور كشريك بدوام جزئي في يناير 2013 وأصبح لاحقًا شريك بدوام كامل في 2014.
تضم الشركة مديرين إداريين وشركاء المجموعة وزيارة شركاء المجموعة وأعضاء الفريق كما هو مدرج في موقعها على الويب.
في عام 2018، أعلن واي كومبناتور أن Lu Qi، الرئيس التنفيذي السابق لشركة بايدو ومايكروسوفت بينغ، سينضم إلى الشركة بمنصب الرئيس التنفيذي لشركة واي كومبناتور الصين. أعلنت الشركة أن Lu غادرها في نوفمبر 2019 وأنه قرر عدم متابعة برنامج في الصين.
في مارس 2019، أعلنت واي كومبناتور أن رئيسها سام ألتمان سينتقل إلى منصب رئيس للتركيز أكثر على أوبن أيه آي وسيكون جيف رالستون الرئيس الجديد. في يناير 2022، عاد غاري تان إلى الشركة كرئيس ومدير تنفيذي.

## الخلافات
تم إلقاء اللوم على واي كومبناتور لتشجيعه لثقافة التفرقة العمرية في وادي السيليكون. قال بول جراهام في عام 2005 إن الأشخاص الذين تزيد أعمارهم عن 38 عامًا يفتقرون إلى الطاقة اللازمة لإطلاق الشركات الناشئة. وكان مارك زوكربيرغ قد قال أيضًا في مؤتمر واي كومبناتور، مدرسة Startup School لعام 2007، "الشباب هم أكثر ذكاءً". وجدت الأبحاث حول هذه القضية التي نشرتها هارفارد بزنس ريفيو أن آراء واي كومبناتور مضللة، حيث تبين أن متوسط عمر مؤسس الشركة الناشئة الناجح يبلغ 45 عامًا.

## مشروع البحث المفتوح
تم إنشاء مشروع مجتمع أبحاث التقدم البشري (HARC) "بمهمة ضمان أن تتجاوز الحكمة البشرية القوة البشرية". استوحى المشروع من محادثة بين Sam Altman و ألان كاي. تشمل مشاريعها برامج النمذجة والتصور والتدريس، بالإضافة إلى لغات البرمجة. كان من بين الأعضاء آلان كاي وبريت فيكتور وفي هارت. كان باتريك سكاليا رئيس HARC وتم إدراجه كمستشار في عام 2017. استبعدت YC Research من واي كومبناتور وتعمل الآن كبحث مفتوح.

## أنظر أيضا
- 500 شركة ناشئة
- مسرع المائدة المستديرة لرواد الأعمال
- أخبار القراصنة
- قائمة الشركات الناشئة واي كومبناتور
- تيكستارز

## روابط خارجية
- الموقع الرسمي
- Wonderful Performance, formerly واي كومبناتور China